# Джеръми Дейвис
Джеръми Дейвис (на английски: Jeremy Davies; роден на 8 октомври 1969 г.) е американски актьор. Известен е с ролите си в „Изгубени“ и „Спасяването на редник Райън“.

## Избрана филмография
- Нел (1994)
- Туистър (1996)
- Готов на всичко (1997)
- Спасяването на редник Райън (1998)
- Флорентинецът (1999)
- Хотел за милион долара (2000)
- Секретарката (2002)
- Соларис (2002)
- Догвил (2003)
- Мандърлей (2005)
- Зората на спасението (2006)
- Изгубени (2008)
- Константин (2014)
- Светкавицата (2014)
- Константин (2016)
- Стрелата (2018)
- Супергърл (2018)
- Черният телефон (2021)